# Dangerous Reef
Dangerous Reef är ett rev i Australien.   Det ligger i delstaten South Australia, i den södra delen av landet, 1 200 km väster om huvudstaden Canberra. 